# Erich Altrock
Erich Altrock (* 12. April 1920 in Labiau; † 31. Mai 2004 in Düsseldorf) war ein deutscher Schauspieler.

## Leben
Seine künstlerische Ausbildung erhielt Erich Altrock von 1938 bis 1940 am Hamburger Schauspielstudio Menzel. Sein Bühnendebüt konnte er allerdings erst nach Beendigung des Zweiten Weltkrieges geben. Stationen seiner Laufbahn waren unter anderem Theater in Eckernförde, Cottbus, Halberstadt, Halle, das Westdeutsche Landestheater Siegburg und das Theater der Jungen Welt in Leipzig. Von 1961 bis 1966 hatte Altrock ein Engagement am Deutschen Theater in Berlin, anschließend spielte er fast 25 Jahre lang am Volkstheater Rostock, ehe er sich ins Privatleben zurückzog.
Seit Mitte der 1950er-Jahre war Altrock auch im Fernsehen und auf der Leinwand zu sehen, überwiegend in Nebenrollen. Bekannte Produktionen waren der DEFA-Spielfilm Jetzt und in der Stunde meines Todes oder Seriöser Erfinder sucht Teilhaber, die erste Folge der DFF-Serie Der Staatsanwalt hat das Wort. Daneben wirkte Altrock in einigen Fernsehaufzeichnungen aus dem Volkstheater Rostock mit.

## Filmographie (Auswahl)
- 1956: Der Hauptmann von Köln
- 1961: Gastspiel im Dschungel
- 1961: Justizmord
- 1962: Die Hose
- 1962: Das grüne Ungeheuer
- 1963: Kontrapunkt der Liebe
- 1963: Mord in Riverport
- 1963: Schatten und Schemen
- 1963: Die Spur führt in den 7. Himmel
- 1963: Jetzt und in der Stunde meines Todes
- 1964: Tresorknacker
- 1964: Der Saubär
- 1965: Der Mann mit dem Gewehr
- 1965: Der Staatsanwalt hat das Wort – Seriöser Erfinder sucht Teilhaber
- 1966: Weimarer Pitaval
- 1966: Stützen der Gesellschaft
- 1966: Hannes Trostberg
- 1970: Der rote Reiter
- 1977: Zur See – Die Verhandlung
- 1991: Letzte Liebe (Fernsehfilm)